# Stanisław Mikołajczyk

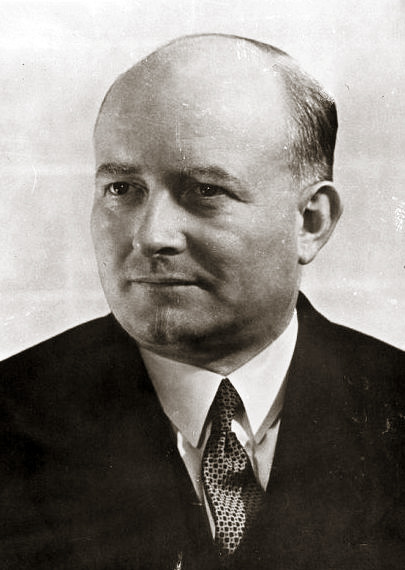
Stanisław Mikołajczyk

Stanisław Mikołajczyk [staˈɲiswaf mʲikɔˈwaɪ̯ʧɨk] (* 18. Juli 1901 in Holsterhausen, Provinz Westfalen; † 13. Dezember 1966 in Washington D.C., USA) war ein polnischer Politiker. Er war Ministerpräsident der polnischen Exilregierung während des Zweiten Weltkriegs und Vizepremier Polens nach Kriegsende.

## Leben

### Jugend
Mikołajczyk stammte aus einer in der Gegend von Posen, dem historischen Großpolen, beheimateten Familie, welche zur Zeit seiner Geburt im Ruhrgebiet arbeitete. 1908 kehrte seine Mutter mit ihm auf den heimischen Hof zurück.
Als Jugendlicher arbeitete er in einer Zuckerrübenfabrik und betätigte sich in der panslawistischen Organisation Sokół. Nach der Unabhängigkeit Polens schloss er sich 1920 der polnischen Armee an und kämpfte bis 1921 im Polnisch-Sowjetischen Krieg. Durch eine Verwundung bei den Kämpfen nahe Warschaus wurde er ausgemustert und widmete sich wieder der Bewirtschaftung des familiären Hofbetriebes.

### Parteipolitiker
Ab 1921 betätigte sich Mikołajczyk in der Polnischen Bauernpartei (polnisch Polskie Stronnictwo Ludowe, PSL), schrieb für Agrar- und Bauernzeitschriften. Nach einigen Ämtern in der Provinzialregierung von Posen wurde er 1933 als jüngster Abgeordneter in den Sejm gewählt. 1935 wurde er stellvertretender Vorsitzender des Exekutivkomitees der PSL, 1937 wurde er Parteivorsitzender. Er war ein aktiver Gegner des autoritären Regimes, das nach dem Tode von Józef Piłsudski 1935 in Polen errichtet wurde.
Nach dem deutschen Überfall auf Polen 1939 schloss sich Mikołajczyk der polnischen Armee an und nahm an der Verteidigung Warschaus als Gefreiter teil. Nach der Eroberung Warschaus durch die Wehrmacht floh er nach Ungarn, wo er interniert wurde. Er entfloh erneut und ging über Jugoslawien und Italien nach Paris. Unmittelbar nach seiner Ankunft wurde er gebeten, sich der polnischen Exilregierung als stellvertretender Vorsitzender des Polnischen Nationalrats zur Verfügung zu stellen. 1941 wurde er zum Innenminister und stellvertretenden Premierminister unter Władysław Sikorski ernannt.

### Premierminister
Nach dem Tode Sikorskis bei einem Flugzeugabsturz im Juli 1943 wurde Mikołajczyk zum Premierminister ernannt. In seiner Einführungsrede, die mit britischer Hilfe auch für das besetzte Polen ausgestrahlt wurde, sagte er: „Wir wollen keine bloß formale Demokratie in Polen sehen, sondern eine soziale Demokratie, die nicht nur politische, religiöse und individuelle Freiheiten wahrt, sondern auch die soziale und wirtschaftliche Freiheit. Das sind die vier Freiheiten, von denen Franklin Delano Roosevelt so richtig gesprochen hat. Auf alle Fälle gibt es und wird es in Polen keinen Platz für irgendeine Form von totalitärer Regierung geben.“
Doch Mikołajczyk sah sich großen Herausforderungen gegenüber. Zum Zeitpunkt seiner Amtseinführung war es klar, dass nicht die westlichen Alliierten, sondern die Sowjetunion Polen von der deutschen Besetzung befreien würde. Die Exilregierung aber fürchtete, dass Stalin beabsichtigte, Polen den Kommunismus aufzuzwingen und jene östlichen Territorien Polens zu annektieren, in denen die Bevölkerungsmehrheit ukrainisch oder belarussisch war.
Im April 1943 hatte die deutsche Reichsregierung bekannt gegeben, dass die Wehrmacht im Wald von Katyn Massengräber mit den Leichen von polnischen Offizieren gefunden hatte. Während die Sowjetunion erklärte, die Deutschen hätten das Massaker von Katyn gefälscht und die Westalliierten dieser Version aus diplomatischen Gründen nicht öffentlich widersprachen, verlangte die polnische Exilregierung eine Aufklärung. Für die Sowjetunion ein Anlass, der Exilregierung die Anerkennung zu entziehen und eine prosowjetische neue Führung für das künftige Polen aufzubauen.

### Differenzen mit Churchill und Stalin
Im Juli 1944 versuchten die westlichen Alliierten auf Betreiben Winston Churchills, Gespräche zwischen Mikołajczyk und Stalin in Gang zu bringen. Die Gespräche scheiterten an unüberbrückbaren Meinungsverschiedenheiten: Man konnte sich weder über die Verantwortung am Massaker von Katyn, noch über die europäischen Nachkriegsgrenzen einigen. Stalin verlangte von ihm, den Anschluss des bisherigen Ostpolens an die Sowjetunion zu akzeptieren. Polen könne zum Ausgleich dafür deutsche Gebiete erhalten. Mikołajczyk weigerte sich, diesen Vorschlag anzunehmen. Er bestand zudem darauf, dass Stalin im Nachkriegs-Polen keine kommunistische Regierung einsetzen dürfe.

### Vizepremier
Nach den Gesprächen stimmte Stalin einer Koalitionsregierung für die befreiten Gebiete Polens zu. Premierminister der neugeschaffenen Provisorischen Regierung der Nationalen Einheit wurde der Sozialist Edward Osóbka-Morawski. Der Vorsitzende der Kommunistischen Partei Władysław Gomułka wurde einer von zwei stellvertretenden Premierministern. Mikołajczyk trat im November 1944 als Premierminister der Exilregierung zurück, er kehrte nach Warschau zurück und wurde der zweite stellvertretende Premierminister sowie Minister für Landwirtschaft in der neuen polnischen Regierung.
Viele polnische Exilanten waren überzeugt, dass die neue Regierung nur eine Fassade sei, hinter der die kommunistische Herrschaft in Polen errichtet werde. Die polnische Exilregierung existierte deshalb weiter, auch wenn sie von den Westmächten nicht länger als die rechtmäßige Regierung Polens anerkannt wurde.
Mikołajczyk begann sofort, die Polnische Bauernpartei (PSL) wiederzubeleben, die innerhalb weniger Monate zur stärksten Partei in Polen wurde. Im Mai 1946 hatte sie 800.000 Mitglieder. Dabei half Mikołajczyk gerade jene radikale Landreform, die mit Hilfe der Kommunisten durchgesetzt wurde. Sie schuf eine neue Klasse kleiner Bauern, die eine feste Basis der PSL wurde. Weil die polnischen Kommunisten wussten, dass sie niemals freie Wahlen in Polen gewinnen würden, begannen sie frühzeitig alles daranzusetzen, sie zu verhindern, obgleich Stalin sie auf der Konferenz von Jalta versprochen hatte.
Im Juni 1946 wurden zu einer Anzahl von Themen Volksabstimmungen in Polen abgehalten. Die PSL beschloss, sich gegen das Referendum zur Abschaffung des Senats zu stellen, um die Stärke der Kommunisten zu testen. Zwei Drittel der Wähler unterstützten Mikołajczyks PSL, doch das von den Kommunisten beherrschte Innenministerium gab gefälschte Wahlergebnisse heraus, die das Gegenteil behaupteten. Zwischen den Volksabstimmungen im Juni 1946 und den Parlamentswahlen im Januar 1947 war die PSL rücksichtsloser Verfolgung ausgesetzt. Hunderte ihrer Kandidaten wurden daran gehindert, Wahlkampf zu führen.
Die polnischen Parlamentswahlen 1947 brachten 394 Sitze für den von den Kommunisten kontrollierten Demokratischen Block und 28 Sitze für die PSL. Jeder wusste, dass es sich dabei um massive Wahlfälschungen handelte. Mikołajczyk legte das Amt als stellvertretender Premierminister nieder und schied aus der Regierung aus.

### Flucht in die USA
Als ihm im April 1947 eine Verhaftung drohte, verließ er Polen. Die polnische Exilregierung in London betrachtete ihn als Verräter, weil er mit den Kommunisten koaliert hatte. So emigrierte er in die USA. 1948 wurde er zum Vorsitzenden der Internationalen Bauerngewerkschaft, der Grünen Internationale, gewählt. Die Organisation vertrat emigrierte Bauern aus den Ländern Mittel-Osteuropas. Er hielt diese Funktion bis 1964.
1966 starb Mikołajczyk in Washington D.C. Im Juni 2000 wurden seine sterblichen Überreste nach Polen überführt. Sie wurden im Warschauer Königsschloss öffentlich aufgebahrt und anschließend in Posen erneut beigesetzt. Seine Dokumente werden am Hoover Institution on War, Revolution and Peace an der Stanford-Universität in den USA aufbewahrt.

## Schriften
- Der Krieg gegen die Freiheit. Aus den Memoiren von Stanislaw Mikołajczyk, ehemaligem polnischem Premierminister. Verlag Der Tagesspiegel, Berlin-Tempelhof 1948
- The Rape of Poland: Pattern of Soviet Aggression. Whittlesay House [u. a.], New York [u. a.] 1948
- The Pattern of Soviet Domination. Sampson Low, Martson & Co., London 1948